# Zwarte straler

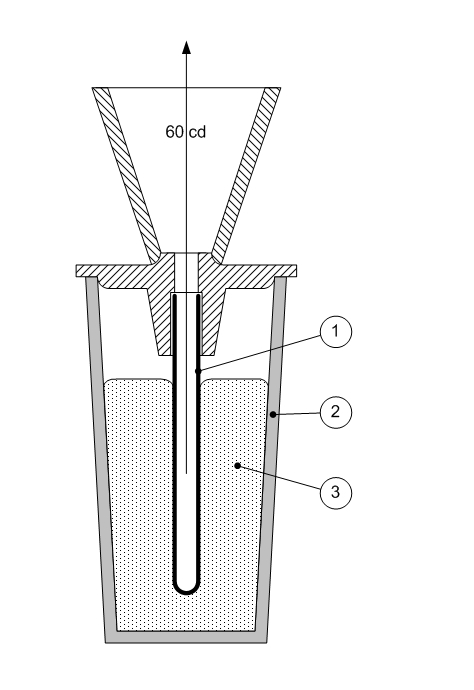
Een zwarte straler gebruikt voor de definitie van de candela.
De nummers stellen voor:
1 = Stralende holte van thoriumoxide.
2 = Smeltkroes.
3 = Stollend platina (2046 K)

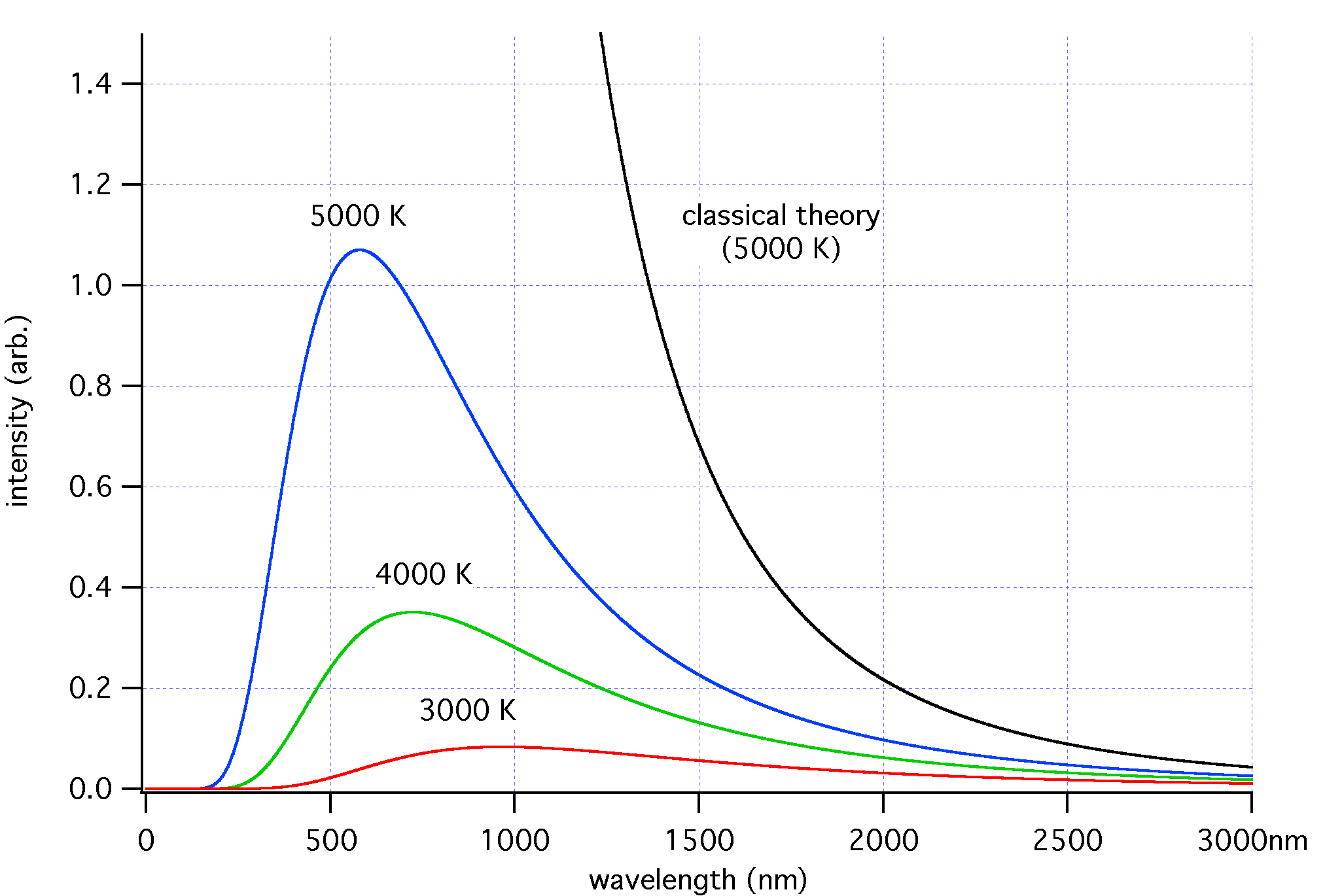
Met het oplopen van de temperatuur verschuift de piek van de zwarte straling naar hogere intensiteiten en kortere golflengten. De zwarte straling volgens het Planck-model wordt vergeleken met het klassieke voorgaande model van Rayleigh en Jeans.

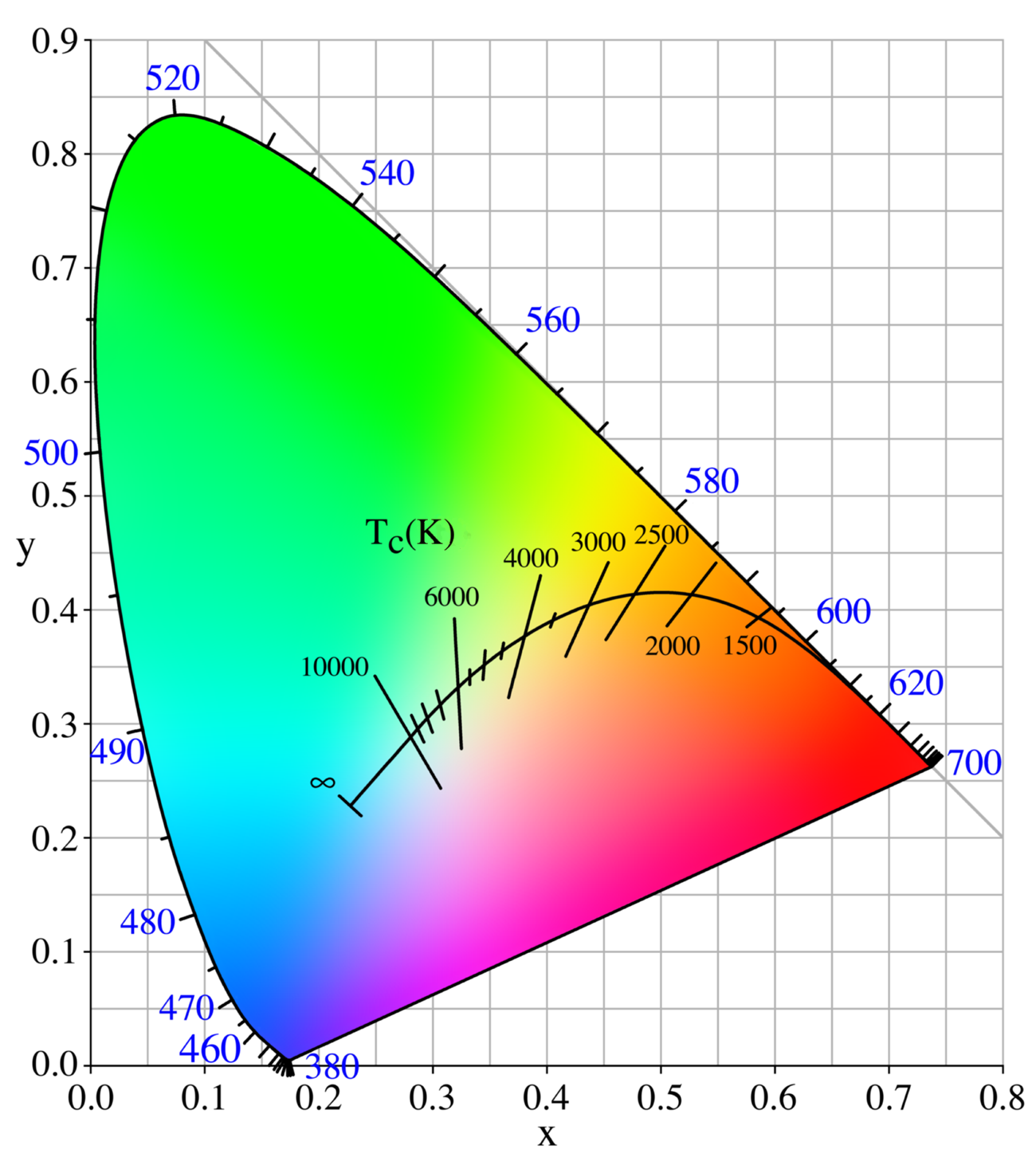
De kleur (chromaticiteit) van zwarte straling hangt af van de temperatuur van het zwarte lichaam. De locus van die kleuren is hier aangegeven in de kleurenruimte van de CIE uit 1931 (de x,y-ruimte) en heet de Planck-locus.

In de natuurkunde is een zwarte straler of zwart lichaam een 'geïdealiseerd' (theoretisch volmaakt) object dat alle elektromagnetische straling die erop valt, absorbeert (en dus niet reflecteert). Door de absorptie van deze energie wordt de temperatuur van dit object hoger dan de omgevingstemperatuur. Deze warmte wordt aan de omgeving afgegeven in de vorm van elektromagnetische straling die warmtestraling wordt genoemd. Een 'zwarte straler' zendt altijd op alle frequenties/golflengten uit. Een zwarte straler is een ‘ideale uitzender’ en zendt, bij gegeven temperatuur, de maximaal mogelijke hoeveelheid energie per oppervlakte-eenheid uit op elke frequentie/golflengte. De emissiviteit is per definitie 1, de hoogst mogelijke waarde.
Bij lage temperaturen zal de afgegeven hoeveelheid zichtbaar licht relatief verwaarloosbaar zijn en de uitgezonden straling voornamelijk in het infrarode spectrum zijn gesitueerd. Alleen dan is de "zwarte straler" daadwerkelijk min of meer zwart. Bij hoge temperaturen wordt de zwarte straler roodgloeiend of witheet, en heeft het licht dat qua frequentie zichtbaar is voldoende intensiteit om ook daadwerkelijk te zien te zijn.
Het spectrum wordt gegeven door de wet van Planck.
Sterren hebben bij benadering een spectrum als van een zwarte straler. De kosmische achtergrondstraling heeft een spectrum dat vrijwel volmaakt met dat van een zwarte straler van 2,7 kelvin overeenkomt.

## Geschiedenis
De term zwarte straler werd in 1862 geïntroduceerd door Gustav Kirchhoff. Voorlopers van de wet van Planck zijn de wet van Rayleigh-Jeans en de stralingswet van Wien. De verschuivingswet van Wien gaf alvast een deel van de wetmatigheden die in de wet van Planck besloten liggen.
Het spectrum van een zwarte straler werd voor het eerst berekend door Max Planck in 1900, die daarvoor de veronderstelling gebruikte – aanvankelijk alleen als rekenmethode – dat elektromagnetische straling alleen in discrete hoeveelheden (kwanta) kon worden doorgezonden. Dit is het beginpunt van de kwantummechanica.
De zwarte straler werd gebruikt voor de vroegere definitie van eenheid van lichtsterkte: de candela.

## Formules voor het stralingsspectrum in termen van frequenties

Log-logplots van de straling naar frequentie voor de wet van Planck (groen), vergeleken met de wet van Rayleigh-Jeans (rood) en de stralingswet van Wien (blauw) voor een temperatuur van 8 mK.

De hoeveelheid straling van een zwarte straler van temperatuur T wordt gegeven door de wet van Planck:
{\displaystyle I_{\nu }(\nu )={\frac {2h\nu ^{3}\cos \theta }{c^{2}}}{\frac {1}{\exp \left({\frac {h\nu }{kT}}\right)-1}}}
met:
- {\displaystyle I_{\nu }(\nu )d\nu } het vermogen per eenheid van oppervlakte van de zwarte straler per steradiaal (voor de ruimtehoek vanuit het punt op het oppervlak van de zwarte straler) tussen frequenties {\displaystyle \nu } en {\displaystyle \nu +d\nu }, in een richting die een hoek θ maakt met de normaal (loodlijn) op het oppervlak
- {\displaystyle \nu } de frequentie
- h de constante van Planck
- c de lichtsnelheid
- k de constante van Boltzmann
- T de temperatuur in kelvin

De cosinus laat zien dat de wet van Lambert van toepassing is, een zwarte straler is dus een lambertstraler. Deze cosinus kan weggelaten worden uit de formule als "per eenheid van oppervlakte van de zwarte straler" wordt vervangen door "per eenheid van oppervlakte loodrecht op de stralingsrichting".
Voor de straling in alle richtingen samen geldt dat het vermogen per eenheid van oppervlakte van de zwarte straler per frequentie-eenheid gelijk is aan:
{\displaystyle {\frac {2\pi h\nu ^{3}}{c^{2}}}{\frac {1}{\exp \left({\frac {h\nu }{kT}}\right)-1}}}
In alle uitgaande richtingen samen (een halve bol, dus {\displaystyle 2\pi } steradialen) is de straling dus {\displaystyle \pi } maal zoveel als per steradiaal in loodrechte richting, half zoveel als het zonder de factor {\displaystyle \cos \theta } zou zijn (zie ook het eenvoudig inzien hiervan).
Indien de zwarte straler geen convexe vorm heeft is de formule inclusief straling die elders op het oppervlak weer geabsorbeerd wordt.
Het vermogen van de straling die een waarnemer ontvangt per eenheid van oppervlakte loodrecht op de kijkrichting per steradiaal (voor de ruimtehoek waaronder de waarnemer de zwarte straler ziet) per frequentie-eenheid is gelijk aan:
{\displaystyle {\frac {2h\nu ^{3}}{c^{2}}}{\frac {1}{\exp \left({\frac {h\nu }{kT}}\right)-1}}}

### Benaderingen
Voor kleine waarden van {\displaystyle {\frac {h\nu }{kT}}} (dus bij relatief hoge temperatuur T of lage frequentie {\displaystyle \nu }) geldt
{\displaystyle \exp \left({\frac {h\nu }{kT}}\right)=1+{\frac {h\nu }{kT}}} + verwaarloosbare termen
zodat de formules vereenvoudigd worden tot
{\displaystyle {\frac {2\nu ^{2}kT}{c^{2}}}}
maal resp. cos θ, π en 1.
Dit is de wet van Rayleigh-Jeans.
Uit de eerste formule volgt bovendien dat bij iedere frequentie/golflengte de intensiteit van de straling steeds minstens evenredig met T toeneemt. Als bijvoorbeeld de temperatuur zo hoog is dat voornamelijk ultraviolette straling wordt uitgezonden, dan zal het voorwerp ook nog zichtbaar licht uitstralen (met een blauwpaarse kleur omdat de hoge frequenties overheersen).
Voor grote waarden van {\displaystyle {\frac {h\nu }{kT}}} geeft de stralingswet van Wien een benadering.

## Formules voor het stralingsspectrum in termen van golflengten
Het omrekenen van de frequentievorm naar de golflengtevorm gebeurt met de relaties:
{\displaystyle \nu ={\frac {c}{\lambda }}}
{\displaystyle |\mathrm {d} \nu |={\frac {c}{\lambda ^{2}}}|\mathrm {d} \lambda |}.
met
- {\displaystyle \lambda } de golflengte

De hoeveelheid straling van een zwarte straler van temperatuur T wordt nu gegeven door:
{\displaystyle I_{\lambda }(\lambda )={\frac {2hc^{2}\cos \theta }{\lambda ^{5}}}{\frac {1}{\exp \left({\frac {hc}{\lambda kT}}\right)-1}}}
met
- {\displaystyle I_{\lambda }(\lambda )d\lambda } het vermogen per oppervlakte-eenheid per steradiaal (voor de ruimtehoek vanuit het punt op het oppervlak van de zwarte straler) tussen golflengtes {\displaystyle \lambda } en {\displaystyle \lambda +d\lambda }, in een richting die een hoek θ maakt met de normaal (loodlijn) op het oppervlak

Voor de straling in alle richtingen samen geldt dat het vermogen per oppervlakte-eenheid per golflengte-eenheid gelijk is aan:
{\displaystyle {\frac {2\pi hc^{2}}{\lambda ^{5}}}{\frac {1}{\exp \left({\frac {hc}{\lambda kT}}\right)-1}}}
Het vermogen van de straling die een waarnemer ontvangt per oppervlakte-eenheid bij de ontvanger (loodrecht op de kijkrichting) per steradiaal (voor de ruimtehoek waaronder de waarnemer de zwarte straler ziet) per golflengte-eenheid is gelijk aan:
{\displaystyle {\frac {2hc^{2}}{\lambda ^{5}}}{\frac {1}{\exp \left({\frac {hc}{\lambda kT}}\right)-1}}}

## Verschuivingswet van Wien
Bovenstaande formules laten zien dat de genoemde vermogensdichtheden per eenheid frequentie een afhankelijkheid van frequentie en temperatuur hebben van de vorm
{\displaystyle \nu ^{3}\varphi (\nu /T)}
en per eenheid golflengte, in termen van golflengte en temperatuur:
{\displaystyle {1 \over \lambda ^{5}}\psi (\lambda T)}
Eerst werd ontdekt dat de vermogensdichtheden van deze vorm zijn (waarbij elk van de toen onbekende functies φ en ψ eenvoudig uit de andere zou volgen), pas later werden deze functies gevonden, en ook theoretisch verklaard met de introductie van kwantummechanica.

## Centrummaten voor het spectrum
De piek van het vermogen per eenheid frequentie ligt bij een frequentie van 58,7892 GHz maal de temperatuur in kelvin. De piek van het vermogen per eenheid golflengte ligt bij een golflengte van 2,89777 mm gedeeld door de temperatuur in kelvin (deze 2,89777 mmK is de constante van Wien). Het product is 170.358 km/s in plaats van de lichtsnelheid, als gevolg van het feit dat de omrekeningsfactor van de frequentie/golflengte afhangt. Nog een andere centrummaat: qua energie zit in het midden (even veel er boven als er onder) 72,9 GHz maal de temperatuur in kelvin (4,11 mm gedeeld door de temperatuur in kelvin). Dit is de mediaan van de frequentie en de golflengte met betrekking tot de energie (niet te verwarren met bijvoorbeeld de mediaan met betrekking tot aantallen fotonen).
Met behulp van de kleurverdeling van de zwarte straling bij een bepaalde temperatuur kan aan een kleurindruk een temperatuur worden verbonden, de kleurtemperatuur. Bijvoorbeeld daglicht bij zonsopgang heeft een kleurtemperatuur van 1850 K, dat wil zeggen dezelfde kleur als een zwarte straler van 1850 K.

## Formules voor de totale straling over het hele spectrum
Voor de straling van een zwarte straler van temperatuur T geldt dat het vermogen per oppervlakte-eenheid per steradiaal (voor de ruimtehoek vanuit het punt op het oppervlak van de zwarte straler) in een richting die een hoek θ maakt met de normaal (loodlijn) op het oppervlak, gelijk is aan:
{\displaystyle {\frac {\sigma T^{4}\cos \theta }{\pi }}}
met:
{\displaystyle \sigma } = 5,6704 · 10−8 W m−2 K−4 (constante van Stefan-Boltzmann)
Voor de straling in alle richtingen samen geldt dat het vermogen per oppervlakte-eenheid gelijk is aan:
{\displaystyle \sigma T^{4}}
Dit is de wet van Stefan-Boltzmann.
Het vermogen van de straling die een waarnemer ontvangt per oppervlakte-eenheid loodrecht op de kijkrichting per steradiaal is gelijk aan:
{\displaystyle {\frac {\sigma T^{4}}{\pi }}}
Bij een kleine totale ruimtehoek is het totale inkomend vermogen per oppervlakte-eenheid loodrecht op de kijkrichting de ruimtehoek waaronder de waarnemer de zwarte straler ziet, maal de waarde per steradiaal. Bij een grote totale ruimtehoek is er niet één kijkrichting. Om het totale inkomend vermogend per oppervlakte-eenheid in een vaste richting te bepalen wordt de berekening een integraal met binnen de integraal de omrekening naar het vermogen per oppervlakte-eenheid in die vaste richting (door vermenigvuldiging met de cosinus van de hoek tussen de twee vlakken).
Deze grootheid wordt in de astronomie intensiteit genoemd (maar deze term wordt ook wel in andere betekenissen gebruikt).
De luminantie hangt ook alleen van T af, niet van geometrische aspecten zoals grootte, afstand, vorm en kijkhoek.

### Voorbeelden
De Zon gedraagt zich ongeveer als een zwarte straler. Voor de temperatuur aan het oppervlak van de Zon, ongeveer 5800 K, geven de formules voor de uitstraling in alle richtingen samen een vermogen van 64 MW/m2, en voor het vermogen van de straling die een waarnemer ontvangt 20 MW/(m2 sr). Vanaf de Aarde is de Zon te zien onder een ruimtehoek van ongeveer 70 μsr, zodat de zonneconstante ongeveer 1400 W/m2 is.
Een plaatvormige zwarte straler straalt naar een evenwijdige, relatief dichtbije tweede plaat in alle richtingen samen een vermogen per oppervlakte-eenheid uit, gelijk aan {\displaystyle \sigma T^{4}}. Gemodelleerd als oneindige platen ontvangt de tweede plaat vanuit elke richting binnen de ruimtehoek van 2{\displaystyle \pi } steradialen per oppervlakte-eenheid loodrecht op de kijkrichting een vermogen van
{\displaystyle {\frac {\sigma T^{4}}{\pi }}}
per steradiaal. Bij elkaar is dit {\displaystyle 2\sigma T^{4}}, steeds loodrecht op de kijkrichting. Per oppervlakte-eenheid op de tweede plaat is het echter de helft, gelijk aan wat de warme plaat per oppervlakte-eenheid uitstraalt.
Een zwarte straler met een bolvormige holte straalt naar binnen een vermogen per oppervlakte-eenheid uit, gelijk aan {\displaystyle \sigma T^{4}}. Een concentrische bol in de holte ontvangt aan straling een vermogen per oppervlakte-eenheid van {\displaystyle \sigma T^{4}} (net als de tweede plaat in het vorige voorbeeld). Als de bol ook een zwarte straler is en de temperatuur van het binnenoppervlak van de holle zwarte straler gelijk blijft, wordt de temperatuur van het oppervlak van de bol alleen al door de uitwisseling van straling geleidelijk ook hieraan gelijk, zodat de bol evenveel uitstraalt als ontvangt. Dienovereenkomstig zou, als de hele hemelbol vol zonnen zou staan (deels achter elkaar zodat de hemelbol overal zoveel zou stralen als nu uit de richting van de Zon), de temperatuur van het aardoppervlak gelijk worden aan die van het oppervlak van de Zon.

## Benadering in het laboratorium
De beste benadering van een zwarte straler in het laboratorium is een kleine opening naar een holle ruimte met een ruw, zwart, dus niet reflecterend, oppervlak.